# Шепелев, Владимир Андреевич
Влади́мир Андре́евич Ше́пелев (укр. Володимир Андрійович Шепелєв; 1 июня 1997, Алтестово, Одесская область, Украина) — украинский футболист, полузащитник клуба «Александрия». Выступал за сборную Украины.

## Клубная карьера
Воспитанник одесского футбола. С семи лет занимался в детской школе «Черноморца».
В 2010 году перешел в академию «Динамо». В ДЮФЛ выступал за «Черноморец», «Динамо». Первый тренер Сергей Гусев, в «Динамо» — Павел Кикоть.
В чемпионате юношеских команд U-19 дебютировал 13.08.2014 в матче «Карпаты» (Львов) — «Динамо» — 2:1. В чемпионате молодежных команд U-21 дебютировал 28.02.2015 в матче «Динамо» — «Металлист» (Харьков) — 2:1.
За первую команду дебютировал 25 февраля 2017 года в матче Премьер-лиги против луганской «Зари» (2:1). Первым голом за «Динамо» отметился 18 июля 2017 года в матче против «Черноморца».
21 марта 2021 года в домашнем поединке против львовского «Руха» провёл свой 100-й матч в чемпионатах Украины (все в составе киевского «Динамо»).

## Карьера в сборной
Имеет опыт выступлений в составе юношеских сборных Украины U-16 и U-17 (1997 и 1996 г.р. тренеры — Олег Кузнецов и Александр Головко).
6 июня 2017 года дебютировал за национальную сборную Украины в товарищеском матче против сборной Мальты. 11 июня 2017 года сыграл за национальную сборную Украины в матче квалификации на чемпионат мира 2018 против сборной Финляндии, выйдя на замену на 76-й минуте.

## Статистика

### Клубная
| Выступление      | Выступление      | Выступление      | Чемпионат | Чемпионат | Кубок | Кубок | Еврокубки | Еврокубки | Прочие | Прочие | Итого | Итого |
| Клуб             | Лига             | Сезон            | Игры      | Голы      | Игры  | Голы  | Игры      | Голы      | Игры   | Голы   | Игры  | Голы  |
| ---------------- | ---------------- | ---------------- | --------- | --------- | ----- | ----- | --------- | --------- | ------ | ------ | ----- | ----- |
| Динамо Киев      | Премьер-лига     | 2016/17          | 12        | 0         | 2     | 0     | 0         | 0         | 0      | 0      | 14    | 0     |
| Динамо Киев      | Премьер-лига     | 2017/18          | 24        | 2         | 4     | 1     | 10        | 0         | 1      | 0      | 39    | 3     |
| Динамо Киев      | Премьер-лига     | 2018/19          | 24        | 0         | 1     | 0     | 13        | 0         | 1      | 0      | 39    | 0     |
| Динамо Киев      | Премьер-лига     | 2019/20          | 26        | 0         | 4     | 0     | 7         | 1         | 1      | 0      | 38    | 1     |
| Динамо Киев      | Премьер-лига     | 2020/21          | 19        | 0         | 1     | 0     | 9         | 0         | 0      | 0      | 29    | 0     |
| Динамо Киев      | Премьер-лига     | 2021/22          | 11        | 0         | 1     | 0     | 2         | 0         | 0      | 0      | 14    | 0     |
| Динамо Киев      | Итого            | Итого            | 116       | 2         | 13    | 1     | 41        | 1         | 3      | 0      | 173   | 4     |
| Всего за карьеру | Всего за карьеру | Всего за карьеру | 116       | 2         | 13    | 1     | 41        | 1         | 3      | 0      | 173   | 4     |

### Матчи за сборную
| № | Дата           | Оппонент  | Счёт | Голы | Пасы | Карточки | Минуты | Соревнование             |
| - | -------------- | --------- | ---- | ---- | ---- | -------- | ------ | ------------------------ |
| 1 | 6 июня 2017    | Мальта    | 0:1  | —    | —    | —        | 45'    | Товарищеский матч        |
| 2 | 11 июня 2017   | Финляндия | 2:1  | —    | —    | 90'      | 14'    | Отборочные матчи ЧМ-2018 |
| 3 | 7 июня 2019    | Сербия    | 5:0  | —    | —    | —        | 18'    | Отборочные матчи ЧЕ-2020 |
| 4 | 14 ноября 2019 | Эстония   | 2:1  | —    | —    | —        | 13'    | Товарищеский матч        |
| 5 | 17 ноября 2019 | Сербия    | 2:2  | —    | —    | —        | 13'    | Отборочные матчи ЧЕ-2020 |
| 6 | 7 октября 2020 | Франция   | 1:7  | —    | —    | —        | 28'    | Товарищеский матч        |

Итого: 7 матчей, 0 голов / 3 победы, 2 ничьи, 2 поражения.

## Достижения
«Динамо» Киев
- Чемпион Украины: 2020/21
- Серебряный призёр чемпионата Украины (5): 2016/17, 2017/18, 2018/19, 2019/20, 2023/24
- Обладатель Кубка Украины (2): 2019/20, 2020/21
- Финалист Кубка Украины (2): 2016/17, 2017/18
- Обладатель Суперкубка Украины: 2018

«Александрия»
- Серебряный призёр чемпионата Украины: 2024/25